# John Jacob Astor
John Jacob Astor, född 17 juli 1763, död 29 mars 1848, var en tysk emigrant som genom päls-, fastighets- och opiumhandel blev sin tids rikaste man och USA:s första miljonär. Han grundlade den amerikanska familjedynastin Astor, USA:s rikaste familj på 1800-talet.

## Ungdom
John Jacob Astor föddes i Walldorf i närheten av Heidelberg i Pfalz i Tyskland som son till en slaktare. Han försörjde sig först genom att sälja musikinstrument tillsammans med sin bror Georg Astor, och det var vid den här tiden han lärde sig tala engelska.

## Pälshandelsentreprenör
Astor kom till USA i mars 1784, strax efter att nordamerikanska frihetskriget avslutats, och startade en pälsaffär i New York i slutet av 1780-talet. Tack vare Jayavtalen mellan Storbritannien och USA från 1794 kunde han sälja päls i Kanada (som vid den här tiden fortfarande tillhörde Storbritannien) och i områdena kring "The Great Lakes". Omkring år 1800 hade han etablerat sig som en av de ledande pälshandlarna i Amerika. År 1800 började han även handla med Kina, vilket spädde på hans förmögenhet ytterligare. President Jeffersons embargo från 1807 förstörde emellertid hans import/export-verksamhet. Med tillåtelse från presidenten grundade han American Fur Company den 6 april 1808. Företaget fick senare dotterbolagen Pacific Fur Company och Southwest Fur Company.
Verksamheten förstördes än en gång under 1812 års krig, då britterna erövrade de orter som han drev handel från, men då den amerikanska kongressen antog en protektionistisk lag som utestängde utländska handelsmän fick hans företag ett markant uppsving, och American Fur Company kom åter att dominera handeln runt The Great Lakes. 1822 etablerade Astor "Astor House" på Mackinac Island som huvudkvarter för American Fur Company.

## Fastighetsutvecklare
1802 köpte Astor den resterande delen av ett hyreskontrakt på ett markområde av Aaron Burr för 62 500 dollar. Burr var vid denna tidpunkt vicepresident under Jefferson och hade likviditetsproblem. Kontraktet varade till den 1 maj 1866. Astor delade landområdet i 250 delar som han hyrde ut. Hans villkor var att hyrestagaren kunde göra vad han ville med marken i 21 år, och därefter måste de antingen förnya kontraktet eller så skulle Astor ta tillbaka marken.
1834, efter att kostnaderna för produktionen av päls ökat och marknaden minskat drog sig Astor ur pälshandeln, och fokuserade därefter på fastighetsmarknaden på Manhattan. Han förutsåg New Yorks utvidgning på Manhattanön, och köpte mer och mer mark utanför stadens gränser. Astor byggde inte så mycket byggnader på marken, utan lät istället andra betala hyra för att få bygga där.

## Mecenat
Efter att han pensionerat sig från affärslivet ägnade han resten av sitt liv åt att främja kulturen. Han stöttade bl.a. John James Audubon, Edgar Allan Poe samt Henry Clays presidentkampanj. När Astor avled var han USA:s rikaste person med en förmögenhet på minst 20 miljoner dollar. Han testamenterade en del pengar till att bygga Astorbiblioteket i New York och ett fattighus i sin födelseby Walldorf. Sonen William Backhouse Astor sr. fick största delen av arvet.
John Jacob Astor är begravd på Trinity Churchyard Cemetary på 155th Street på Manhattan i New York.

## John Jacob Astors barn
1. Magdalena (1788–1832)
2. Sarah (1790–1791)
3. John Jacob II (1791–1879)
4. William Backhouse (1792–1875)
5. Dorothee (1795–1853)
6. Henry (1797–1799)
7. Eliza (1801–1838)
8. odöpt son (1802)